# Теория на обектните отношения
Теорията на обектните отношения е психодинамична теория, като част от психоаналитичната теория. Теорията обяснява динамичните процеси на развитието на психиката като израстваща в отношенията между реалните други в обкръжаващата среда. „Обектите“ в името на теорията тук се свързват с реалните други в света на човека, както и с интернализираните образи на другите. Обектните отношения са оформени първоначално от ранните взаимодействия с родителите, тоест първите хора, които отдават грижата си. Тези ранни модели могат да бъдат променени в опита, но често продължават да упражняват влияние през целия живот. Терминът „обектни отношения“ е формално измислен от Фейърбърн през 1952, но линията на мислене се свързва с активността във формирането на психоанализата от 1917 нататък. Теорията на обектните взаимоотношения е доста новаторски разработвана през 40-те и 50-те от британските психолози Роналд Фейърбърн, Мелани Клайн, Доналд Уиникът, Хари Гънтрип и други.
Обектите отначало са схващани в детската психика чрез техните функции и се обозначават като „частични обекти“. Гърдата, която храни гладното бебе е „добрата гърда“. Гладното бебе, което не намира гърда е във връзка с „лошата гърда“. Чрез повторяемо преживяване вътрешните обекти са формирани от модели, изплуващи в нечие субективно преживяване на грижата от страна на обкръжаващата среда. Тези интернализирани образи може да бъдат или да не бъдат точни изображения на сегашните, външни други.

## Теория на обектните отношения на Клайн

### Несъзнателна фантазия
Клайн нарича психологическите аспекти на инстинктивно несъзнателно „фантазия“ (на английски с "phantasy", за да го разграничи от думата "fantasy"). Фантазията е даден психичен живот, който се движи навън към света. Тези образи-потенциали са дадени априори с нагони и евентуално позволяват развитието на по-сложни състояния на душевния живот. Несъзнателната фантазия на изплуващия душевен живот на детето е модифициран от околната среда като детето има контакт с реалността.
От момента, когато детето започне да взаимодейства с външния свят, то е заето в тестването на своите фантазии в реална обстановка. Искам да подскажа, че произхода на мисленето лежи в този процес на тестване на фантазията срещу реалността; това е, такова мислене, което не само е контрастирано с фантазията, но е основано и произлиза от нея.
Ролята на несъзнаваната фантазия е същността в развитието на капацитета на мисленето. В термините на Уилфред Бион образа на фантазията е предварителна представа, която не е мислене докато преживяването не се комбинира с реализацията в света на опита. Предварителната представа и осъзнаването се комбинират, за да заемат форма като концепция, която може да бъде мислене. Класически промер за това се крие във вглеждането на детето в зърното в първите часове на живота. Обезпечаването на зърното доставя реализацията в света на опита и чрез това време, чрез повторяемо преживяване, предварителната представа и осъзнаването се комбинират, за да създадат концепция. Капацитета на душевността строи върху предишни преживявания като обкръжаваща среда и детето взаимодействат.